# Devotio Moderna
Devotio Moderna ou Devoção Moderna foi um movimento de renovação apostólica do final do século XIV até o XVI, onde homens e mulheres procuravam orientar suas vidas pelos ideais do cristianismo primitivo, despojando-se de bens materiais e praticando exercícios de ascese espiritual. Associado principalmente aos irmãos de vida comum, seu fundador foi Gerhard Groote e seu escritor mais famoso o Monge Tomas de Kempi. Ocorreu inicialmente nos Países Baixos (Deventer, Holanda atualmente) e sua ramificação a congregação dos cânones agostinianos de Windeshein, criando uma forte e convencional forma para a vida devota, fazendo-se conhecer os seus devotos por seus movimentos calmos e calculados, sua postura curvada e suas roupas remendadas propositalmente.

## Etimologia
Devotio (de devovere) - Ação de se dedicar, dedicação. Voto com que alguém se obriga, se consagra, se dedica.

## Origem
Gerhard Groot (1340–1384), conhecido também como Geert Groote, denunciava os abusos da Igreja e procurava a reforma dessa instituição, sendo assim, a Igreja retirou a autorização para ele pregar. Dentro desse contexto, Groote modificou seu estilo de vida e converteu sua casa, em Deventer, nos Países Baixos, em uma comunidade de mulheres devotas no final do século, que mais tarde tornaram-se “Irmãos da Vida Comum”. Em decorrência de seus estudos na Universidade de Paris, Groote utilizou o aprendizado sobre o direito canônico para defender a devotio moderna das acusações de heresia.
Nos seus sermões escritos, Groote relatava sobre a pobreza, a vida comunitária, o compromisso com Cristo e a necessidade da Igreja estar presente no mundo, grande parte do pensamento do holandês está inserida na obra A Imitação de Cristo de Tomás de Kempis. No final da década de 1370, a pregação de Groote já era conhecida em outras cidades holandesas como Zutphen, Amsterdã, Delft, Gouda, Haarlem, Kampen, Leiden e Zwolle.
Em 1387, posteriormente à morte do fundador do movimento devocional, Florent Radewijns converteu a casa vicarial que possuía, em Windesheim, em uma comunidade masculina. A partir disso, os contemporâneos de Groote iniciaram um processo de expansão da devotio moderna para levar o movimento para outras regiões, como a Alemanha, França e Suíça. Especula-se que no auge do movimento havia cerca de 80 casas.
No final do século XIV e início do século XV houve outros movimentos no cenário religioso europeu; nessa época, na Inglaterra, foi desencadeado o Lollardismo.

## Características
A Devotio moderna é caracterizada pelo foco na vida interior pessoal e na oração, era menos coletiva do que a devoção monástica tradicional e menos sensível ao sagrado. Suas missas eram curtas e a associação entre os fiéis se dava através da oração individual, nem sempre ligada aos temas litúrgicos. Assim, o contato com Cristo deixa de ser baseado em regras litúrgicas e passa a ser direto, através do direcionamento da consciência. Ao aproximar Cristo e afastar a liturgia, esta nova devoção reduz o lugar na igreja no contato com o sagrado. A Devotio moderna era um meio de reagir à crise da Igreja pelo esvaziamento, tendo por base a mística e espiritualidade internas do homem comum.

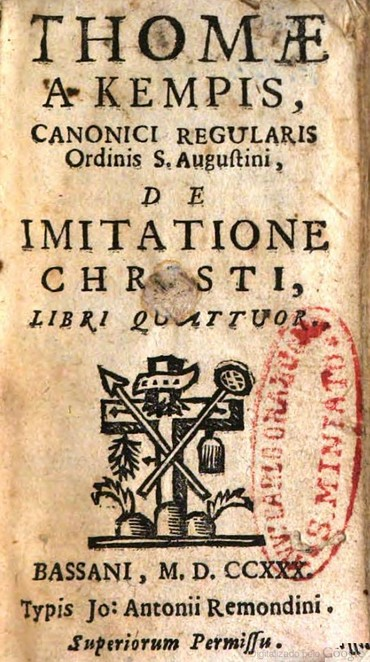
De Imitatione Christi por Thomas a Kempis

## Obras Influenciadoras
A obra De Imitatione Christi (Imitação de Cristo ), escrita por Tomás de Kempis em meados do século XV, foi utilizada como modelo para a criação de um conjunto de práticas e ideais no qual os grupos religiosos (Comunidades irmãos e irmãs de vida comum) deveriam seguir durante o período conhecido como Devotio Moderna.  Nessas comunidades, seus membros eram instruídos e guiados pelos ideais apostólicos do cristianismo primitivo de viver da abnegação dos pecados mundanos, libertando-se dos bens materiais, e buscar a vida espiritual. 
Apesar da Imitação de Cristo ter tido um destaque no movimento, a obra está inserida em meio a outros manuais de exercitação espiritual - uma tendência do período - encontrados no final da Idade Média e no início da Idade Moderna, como Vita Christi (Vida de Cristo) de Ludolfo da Saxônia; as produções do Mestre Eckhart; De spiritualibus ascensionibus (Ascensões Espirituais) de Gerard Zerbolt von Zutphen; e o antecessor direto da Imitatio Christi, Tractatulus Devotus (Pequeno Tratado do Devoto) de Florent Radewijns, tutor e mestre de Tomás de Kempis. 

## Principais Representantes e colaborações
Gehard Groot (1340 – 1384) foi fundador da Irmãos da Vida Comum, onde se espalharam por toda a Europa e contribuíram para a educação do ensino fundamental e médio. O grupo se preocupava em copiar os manuscritos, imprimi-los e traduzi-los para os idiomas locais.[carece de fontes?]
Por sua vez, Florentius Radewyns (1350–1400) foi um teólogo católico romano e sucessor de Groot. Quando retornou da Universidade de Praga, ouviu uma das pregações de Gehard e tornaram-se amigos em 1380, sendo seu sucessor e co-fundador da Irmãos da Vida Comum. Chegando até acompanhar seu mestre em suas viagens.
Junto de seis Irmãos, entre eles Tomás de Kempis, fundou a congregação de Windesheim, em 1386, por conselho de Groot, pois precisavam fundar uma Ordem aprovada para ter credibilidade. Em 1386, ergueram cabanas para um mosteiro temporário e posteriormente, construíram um mosteiro e uma igreja, consagrados por Hubert Leberne, bispo titular de Hipona. Eles prezavam pela hospitalidade em seu apostolado. Porém, mais tarde, quando o calvinismo surgiu, o apoio dos cânones diminuiu e a Ordem foi desfeita gradativamente.[carece de fontes?]
Já Tomás de Kempis (1380–1471) estudou na matriz dos Irmãos de Vida Comum, onde foi observado que possuía excelente habilidade em copiar manuscritos. Ele escreveu o livro A Imitação de Cristo, onde auxilia na oração e práticas devocionais pessoais. É um dos livros mais representativos do movimento Devotio Moderna.

## Influências
Dentre as inúmeras influências do movimento podemos citar a maior ascendência de ordens de clausura femininas em Portugal intrinsecamente afetadas pelo movimento, igualmente tendo grande influência para a criação por leigos do famoso grupo "Irmãos da vida comum" que gerou a renovação da Ordem Agostiniana, reorganizando as comunidades locais que respeitavam todas as vocações da população no território holandês.
Na Itália por influência leiga foi fundado o Oratório do Amor Divino no século XV que buscava maior importância nas orações e santificações pessoais para uma vida de ajuda comunitária .
Nesta época pré-reforma católica a influência da Devotio Moderna se limitava apenas a Holanda, Sacro Império e França onde devocionistas ficaram conhecidos por participarem de movimentos calmos, sempre de postura curvada, com grandes sorrisos para a comunidade e por estarem sempre chorando nas missas.
Posteriormente esses movimentos humanistas cativaram alguns bispos como Gian Matteo Giberti, bispo de Verona, que participou do Concílio de Trento. Tendo a igreja mudado intrinsecamente após o mesmo com grandes bases que eram defendidas pela Devotio Moderna.
Com tudo isso a Devotio Moderna foi parte integrante nas transformações sociais da época, tendo influenciado Jesuítas e Protestantes, já que buscavam uma maior participação de leigos na religião, os quais participariam ainda mais de peregrinações por exemplo, reforçando ainda mais a ideia. Já que a maior contribuição da Devocio Moderna é a criação de uma religião católica onde as celebrações são muito mais ligadas a sensibilidade do que racionalismo, inclusive em catequeses. Assim como a crença que Deus estava presente nas virtudes cotidianas da população.

Embora com grandes virtudes, todo esse movimento causou grandes críticas internas no seio da Igreja como a do tratado "diversis diaboli tentationibus" onde o autor Johannes Gerson defendia que Satanás criou os sentimentos de realização espiritual (defendidos por influenciados da Devotio Moderna) para os fiéis amarem a Jesus apenas pela realização dos sentimentos e não pelo que ele realmente representa, condenando assim as almas ao inferno.